# Райлинген
Райлинген (нем. Reilingen) — община в Германии, в земле Баден-Вюртемберг. 
Подчиняется административному округу Карлсруэ. Входит в состав района Рейн-Неккар.  Население составляет 7139 человек (на 31 декабря 2010 года). Занимает площадь 16,35 км².

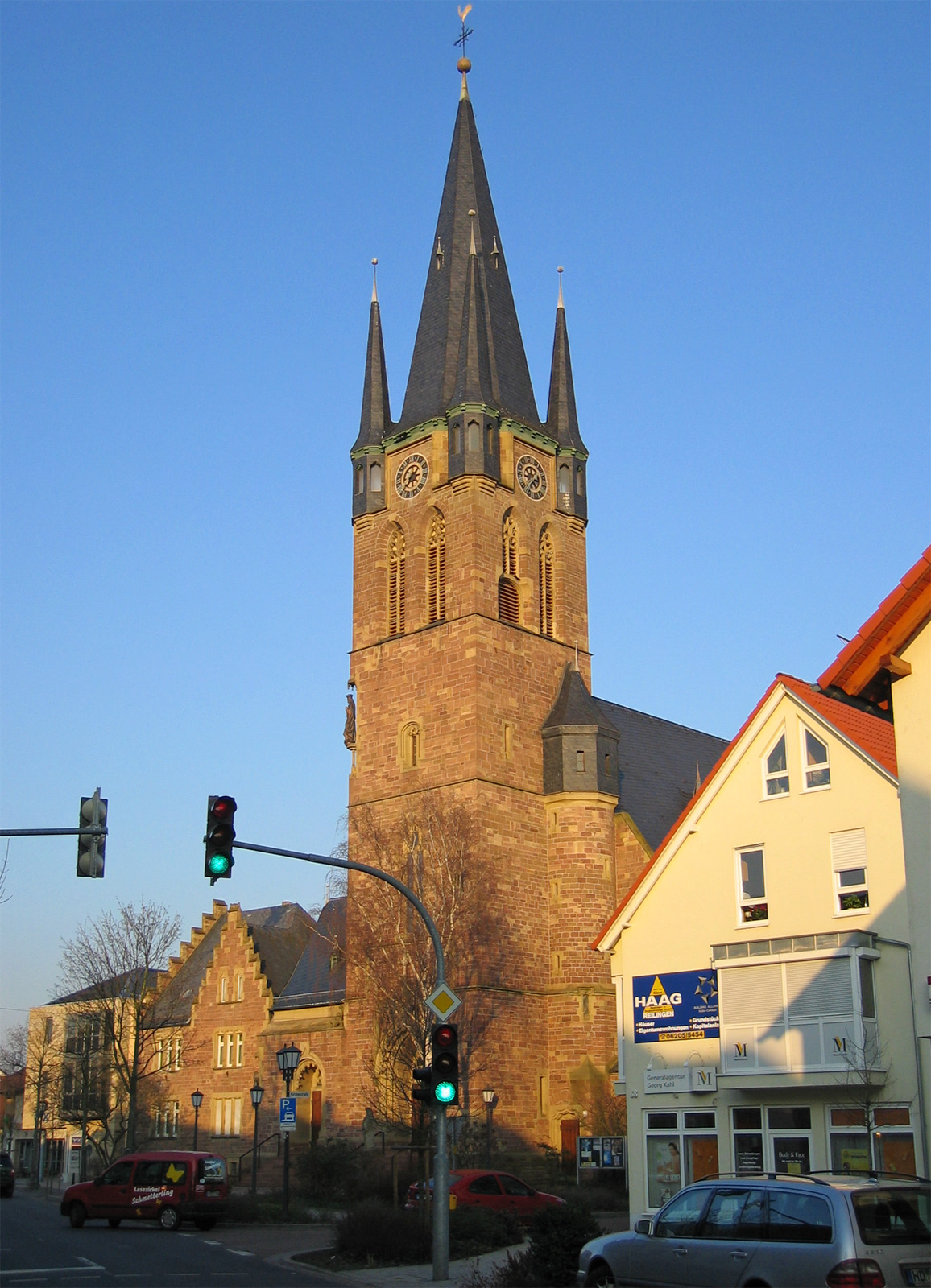
Церковь